# Castello del Matese
Castello del Matese (fino al 1970 Castello d'Alife, Ncoppa a Castegliu nel dialetto locale) è un comune italiano di 1 354 abitanti della provincia di Caserta in Campania.

## Geografia fisica
Castello del Matese è sito a ridosso del confine tra Campania e Molise, a sud di San Gregorio Matese ed a nord di Piedimonte Matese.
Il territorio comunale consta di un centro abitato e di una superficie edificabile ed agricola per un totale di 21,48 km².
Il paese si trova a 476 metri sul livello del mare, su una "terrazza" fra le valli del Rivo e del Torano.
L'attuale territorio comunale è stato stabilito nel 1853.

## Storia
Il paese ha origini sannite, ed è sempre stato usato come roccaforte difensiva, sotto i normanni come quasi tutti i castelli del sud fu fortificato a scopo difensivo.
Citato per la prima volta da Tito Livio in due passi (guerre sannitiche X.14 e guerre puniche XXVI.18), nel XIII secolo fu sede di un primo assedio da parte delle forze guelfe contro Tommaso d'Aquino, signore ghibellino del luogo. Nel 1460 fu sede di un altro assedio perpetrato dall'esercito baronale ribelle a Ferdinando I d'Aragona. Si era schierato a favore di quest'ultimo il conte Onorato Gaetani, signore di Piedimonte.
Il paese dipendeva amministrativamente da Piedimonte ed i cittadini di Castello eleggevano ogni anno sei consiglieri che li rappresentavano nell'Universitas del capoluogo di contea.
Il 12 febbraio 1752 ottenne l'autonomia amministrativa, ma il piccolo centro, a causa della mancanza di risorse economiche, richiese nuovamente l'unione con Piedimonte nel 1762. Tornò indipendente nel 1803 chiamandosi "Castello di Piedimonte". La denominazione mutò in "Castello d'Alife" nel 1862 e in "Castello del Matese" il 13 agosto 1970.
Dal 1890 al 1920 il paese conobbe un periodo di prosperità, grazie anche alle rimesse in denaro e oro provenienti dai castellani emigrati all'estero, tanto che la cittadina fu soprannominata "banca del Circondario".
Nel 1912 venne costruita la strada carrozzabile che ha agevolato lo sviluppo economico della zona.
Nel 1920 è stata raggiunta dall'elettrodotto.
Dal 1927 al 1945 appartenne alla provincia di Benevento, a seguito della temporanea soppressione della provincia di Caserta in epoca fascista.
Il 29 dicembre 2013 un sisma con magnitudo 5,0 ed una profondità di 22 km, ha avuto epicentro nel territorio comunale pur senza serie conseguenze; alla scossa principale sono seguite numerose scosse di assestamento.

### Simboli
Lo stemma del comune di Castello del Matese è stato riconosciuto con decreto del capo del governo del 21 ottobre 1928. Vi è rappresentato un cipresso nodrito su un monte di verde.
Il gonfalone, concesso con decreto del presidente della Repubblica dell'8 marzo 2017, è un drappo partito di verde e di bianco.

## Monumenti e luoghi d'interesse
Di notevole interesse sono i resti dell'antico Castello medievale, realizzato con l'uso di pietra locale ai tempi della dominazione normanna. Si possono ancora ammirare alcune torri circolari con base a scarpa e dei tratti di mura della fortezza.
- La chiesa parrocchiale della Santa Croce, del X secolo, rifatta dopo il terremoto del 5 giugno 1688, si presenta in stile barocco con bellissime icone intagliate e finissime decorazioni in stucco.[4]
- Chiesa di Santa Maria di ogni Grazia
- Chiesa di Sant'Antonio
- Cappella del Purgatorio situata nella parte bassa del paese, all'imbocco della vecchia mulattiera per Piedimonte, datata 1755
- Chiesa di Sant'Agostino
- La Grangia cistercense
- Il sentiero di Dante: un percorso multisensoriale guidato, tracciato con la riqualificazione di antichi sentieri e la creazione di una passerella in acciaio sulla rupe della valle del Rivo. Una suggestiva rievocazione del viaggio compiuto da Dante attraverso Inferno, Purgatorio e Paradiso: dalla valle dell’Inferno alla cappella del Purgatorio, per arrivare al terrazzo paradisiaco di Castello.

## Società

### Evoluzione demografica
Abitanti censiti